# Reamonn
I Reamonn sono un gruppo musicale rock tedesco formatosi nel 1998.

## Storia del gruppo
Nel 1997 Rea Garvey, cantante irlandese, decise di lasciare la sua band, i "The Reckless Pedestrians" e di stabilirsi in Germania per ricominciare da capo, il tutto con soltanto 50 marchi e la registrazione di una demo.
Mette un annuncio nel giornale locale, lo "Stockacher Anzeiger" dove c'era scritto "Cantante irlandese cerca band a tempo record per concerto". Mike Gommeringer, soprannominato, Gomezz, lo legge, e pensa di averlo già ascoltato da qualche parte: dopo averlo chiamato scopre di non essersi sbagliato.
Si incontrano e diventano subito amici. Mike presenta a Rea, Sebastian Padotzke (Sebi), Uwe Bossert (Uwe), e Philipp Rauenbusch (Phil). Nel 1998 la banda è pronta per il debutto: un concerto nella città di Stockach.
Nel 1999, per assicurarsi un contratto con una casa discografica, partecipano ad una gara svoltasi in un pub di Amburgo, davanti a 16 talent scout. Visto il successo, a fine giornata si trovano nella posizione di poter scegliere per quale casa discografica lavorare, e la loro scelta cade sulla "Virgin Records".
Producono il loro primo album, "Tuesday" dopo il loro singolo "Supergirl", il loro maggiore successo, che vince il disco d´oro, e, nel 2000 diventa la canzone più suonata nelle radio tedesche.
Nell'autunno 2000 iniziano un tour per promuovere il primo album con il sostegno dell'"Heyday", e con canzoni, come "Josephine" e "Waiting there for you", nessuna delle quali si è dimostrata un successo.
Nel 2007 durante il Get Loose Tour sono la band di supporto a Nelly Furtado. Il 28 febbraio 2007, durante lo stesso tour, fanno tappa presso l'Alcatraz di Milano. Sempre con Nelly Furtado hanno suonato, nella versione tedesca, del singolo di All Good Things (Come To An End), contemporaneamente alla versione italiana con gli Zero Assoluto.

## Discografia
| - 2006 - Tonight - 2006 - Promise (You & Me) - 2005 - Sunshine Baby - 2004 - Strong - 2003 - Alright - 2003 - Alright - Pocket - 2003 - Star 2 Track CD - 2003 - Star - 2002 - Place Of No Return - 2002 - Life is a Dream - 2001 - Weep - 2001 - Swim - 2001 - Jeanny - 2000 - Josephine - 2000 - Waiting There For You - 2000 - Supergirl | - 2006 - Wish - 2004 - Raise your Hands Live Album - Limited Edition - 2004 - Raise your Hands Live Album - 2003 - Beautiful Sky - Limited Edition - 2003 - Beautiful Sky - 2001 - Dream No. 7 - 2000 - Tuesday - 2004 - Raise your Hands (Live-DVD) |